# هنا جودة
هنا جودة (مواليد 12 ديسمبر 2007) هي لاعبة تنس طاولة مصرية تلعب لصالح النادي الأهلي وتمثل مصر في المحافل الدولية وهي أول مصرية تتصدر التصنيف العالمي للناشئات تحت 15 عام ووصفها الاتحاد الدولي للعبة بأنها صنعت معايير غير مسبوقة وتُعيد كتابة تاريخ اللعبة في قارة إفريقيا.

## مشوارها
شاركت في أولمبياد 2020 أحتياطية ولم تلعب أي مباراة. ووصلت للمباراة النهائية في بطولة إفريقيا لتنس الطاولة 2021 عقب الفوز على مواطنتها دينا مشرف بنتيجة 4-2 في الدور نصف النهائي. لتصبح أصغر لاعبة تصل إلى المباراة النهائية في بطولة إفريقيا لتنس الطاولة للسيدات عن عمر 13 عاما. وحصلت على الميدالية الفضية بعد خسارتها من مواطنتها مريم الهضيبي في النهائي بنتيجة 4-3. وفي 2022 حصلت على الميدالية الذهبية مع فريق منتخب السيدات في بطولة ألعاب بحر المتوسط.

## روابط خارجية
- هنا جودة على موقع منظمة تنس الطاولة العالمي (الإنجليزية)
- هنا جودة على موقع اللجنة الأولمبية الدولية (الإنجليزية)